# Rekkared II
Rekkared II (zm. w 621) – król Wizygotów w 621 roku. Był synem poprzedniego władcy Sisebuta.
Jego imię może wskazywać na powiązania z dynastią, do której należeli poprzedni władcy: Leowigild i Rekkared I.
Według kronikarza Izydora panowanie Rekkareda II trwało zaledwie kilka dni, gdyż król umarł przedwcześnie.